# Arthur (Illinois)
Arthur és una població dels Estats Units a l'estat d'Illinois. Segons el cens del 2000 tenia 2.203 habitants.

## Demografia
Segons el cens del 2000, Arthur tenia 2.203 habitants, 915 habitatges, i 619 famílies. La densitat de població era de 664,5 habitants/km².
Dels 915 habitatges en un 28,7% hi vivien nens de menys de 18 anys, en un 56,6% hi vivien parelles casades, en un 7,9% dones solteres, i en un 32,3% no eren unitats familiars. En el 30,4% dels habitatges hi vivien persones soles el 16,3% de les quals corresponia a persones de 65 anys o més que vivien soles. El nombre mitjà de persones vivint en cada habitatge era de 2,34 i el nombre mitjà de persones que vivien en cada família era de 2,9.
Per edats la població es repartia de la següent manera: un 23,3% tenia menys de 18 anys, un 8% entre 18 i 24, un 24,2% entre 25 i 44, un 23,2% de 45 a 60 i un 21,3% 65 anys o més.
L'edat mediana era de 41 anys. Per cada 100 dones de 18 o més anys hi havia 82,1 homes.
La renda mediana per habitatge era de 37.438 $ i la renda mediana per família de 47.827 $. Els homes tenien una renda mediana de 32.358 $ mentre que les dones 20.948 $. La renda per capita de la població era de 19.683 $. Aproximadament el 4,6% de les famílies i el 6% de la població estaven per davall del llindar de pobresa.

## Poblacions més properes
El següent diagrama mostra les poblacions més properes.